# Іваніська
Іваніська (пол. Iwaniska) — місто в Польщі, адміністративний центр однойменної гміни Опатовського повіту Свентокшиського воєводства.
Населення — 1327 осіб (2009). 
1 січня 2022 року отримало статус міста, який було втрачено ще 1869 року.
У 1975-1998 роках осада належала до Тарнобжезького воєводства.